# Marie Fillunger
Marie Fillunger (Vienna, 27 gennaio 1850 – Interlaken, 23 dicembre 1930) è stata un soprano e insegnante austriaca.

## Biografia
Marie Fillunger nacque a Vienna. Studiò al Conservatorio di Vienna dal 1869 al 1873 con Mathilde Marchesi. Quindi, su raccomandazione di Johannes Brahms, studiò alla Hochschule di Berlino nel 1874 con Amalie Joachim. Lì incontrò Eugenie Schumann lo stesso anno. Eugenie era una delle figlie di Clara e Robert Schumann e lei e Fillunger divennero amanti. Utilizzando la casa di Schumann come base per diversi anni, prima a Berlino e poi a Francoforte dal 1878, la Fillunger partì per l'Inghilterra nel gennaio 1889 dopo una disputa con la sorella di Eugenie, Marie Schumann. Eugenie la raggiunse nel 1892, rimanendovi fino al 1912, quando tornò da Marie in Svizzera. Marie Fillunger tornò a Vienna.

## Carriera a Londra
Nel 1889 cantò a Londra al Crystal Palace nella Sinfonia corale di Beethoven. In Inghilterra la Fillunger si affermò come cantante di lieder molto apprezzata, in particolare nel repertorio di Schubert e Brahms. Fece delle tournée in Australia nel 1891 e in Sudafrica nel 1895 con Sir Charles Hallé, entrando infine a far parte del corpo docente del Royal Manchester College of Music dal quale si dimise prima dello scoppio della prima guerra mondiale.
La Fillunger ed Eugenie si riunirono nel 1919 a Matten vicino a Interlaken in Svizzera. Marie Fillunger morì a Interlaken. È sepolta insieme a Eugenie e Marie Schumann nel cimitero di Gsteig nel vicino villaggio di Wilderswil. Si può leggere un necrologio nel The Musical Times, Vol. 72, n. 1056 (1 febbraio 1931), alle pagine 175-176.
La sua lunga relazione con Eugenie Schumann è discussa in numerosi articoli della studiosa tedesca di storia della musica, Eva Rieger.